# Batalló Netzah Yehuda
El Batalló Netzah Yehuda (en hebreu: גדוד נצח יהודה) és un batalló d'infanteria de les Forces de Defensa d'Israel també conegut com a Nahal Haredi.

## Origen
Des de 1948, els ultra-ortodoxos jueus estaven exempts del Servei militar mentre estudiaven a les Iexivot,
una de les raons donades pels líders ultra-ortodoxos per negar-se a fer servei militar era la no adaptació de les 
Forces de Defensa d'Israel a les seves necessitats religioses específiques, la manca de menjar kosher, el 
contacte entre homes i dones, i el poc temps dedicat a l'estudi de la Torà.

## Història
La unitat es va establir en l'any 1999 com un batalló experimental de la brigada Nahal amb la missió d'intentar la integració dels joves voluntaris ultraortodoxos.
El batalló recluta hassidim dels moviments Jabad Lubavitx i Breslev així com a joves del moviment sionista religiós i a voluntaris de l'estranger, provinents de les diferents comunitats jueves d'arreu del món.
El 2005, tot el batalló va declarar públicament la seva negativa a participar en la retirada de la Franja de Gaza. El Batalló Nahal Haredi forma part de la Brigada Kfir.
Després del seu desplegament a la vall del Riu Jordà, el Batalló opera a la zona de Jenin prop Jabalyiah, on va participar en diverses operacions anti-terroristes. Els voluntaris del Batalló Netzach Yehuda serveixen tres anys al Tsàhal com tots els reclutes israelians. Tanmateix se'ls ofereix formació acadèmica durant el seu darrer any de servei militar, per facilitar la seva entrada al mercat laboral.
La insígnia de la unitat és el cap d'un lleó, envoltat per dues ales, i la seva gorra és de color camuflatge.